# Cisticola rufus
Cisticola rufus là một loài chim trong họ Cisticolidae.